# Edward Jan Habich
Edward Jan Habich (ur. 31 stycznia 1835 w Warszawie, zm. 31 października 1909 w Limie) – polski inżynier i matematyk; uczestnik powstania styczniowego, na emigracji osiedlił się w Peru, gdzie zorganizował szkołę inżynieryjną i otrzymał honorowe obywatelstwo, członek honorowy Towarzystwa Muzeum Narodowego Polskiego w Rapperswilu od 1890 roku.

## Życiorys

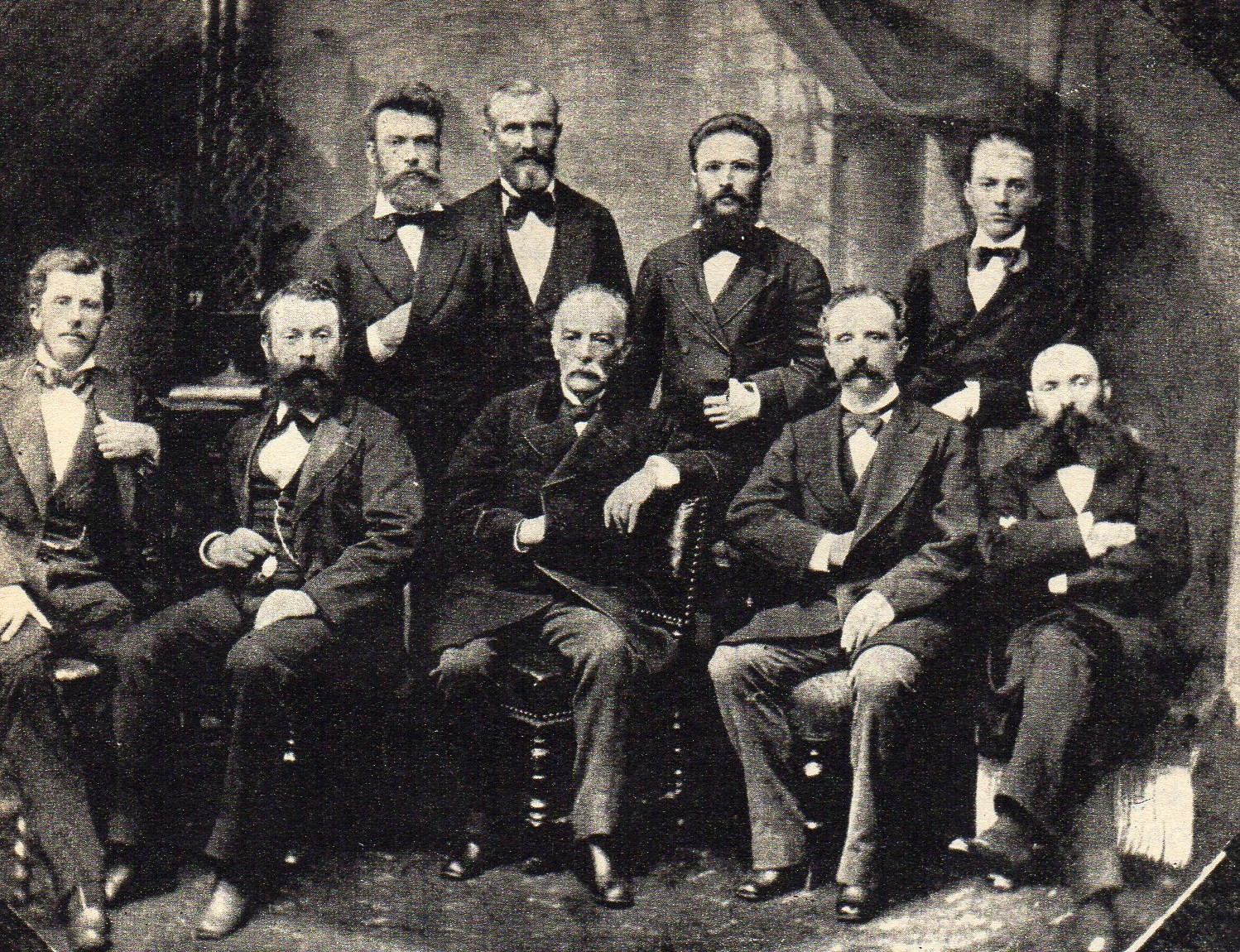
Z grupą polskich inżynierów, od lewej siedzą: Tadeusz Stryjeński, Władysław Folkierski (ojciec), Ernest Malinowski, Edward Jan Habich, Leonard Laskowski, a stoją: Ksawery Wakulski, Aleksander Babiński, Władysław Kluger (inżynier), Jan Sztolcman, Peru (1874)

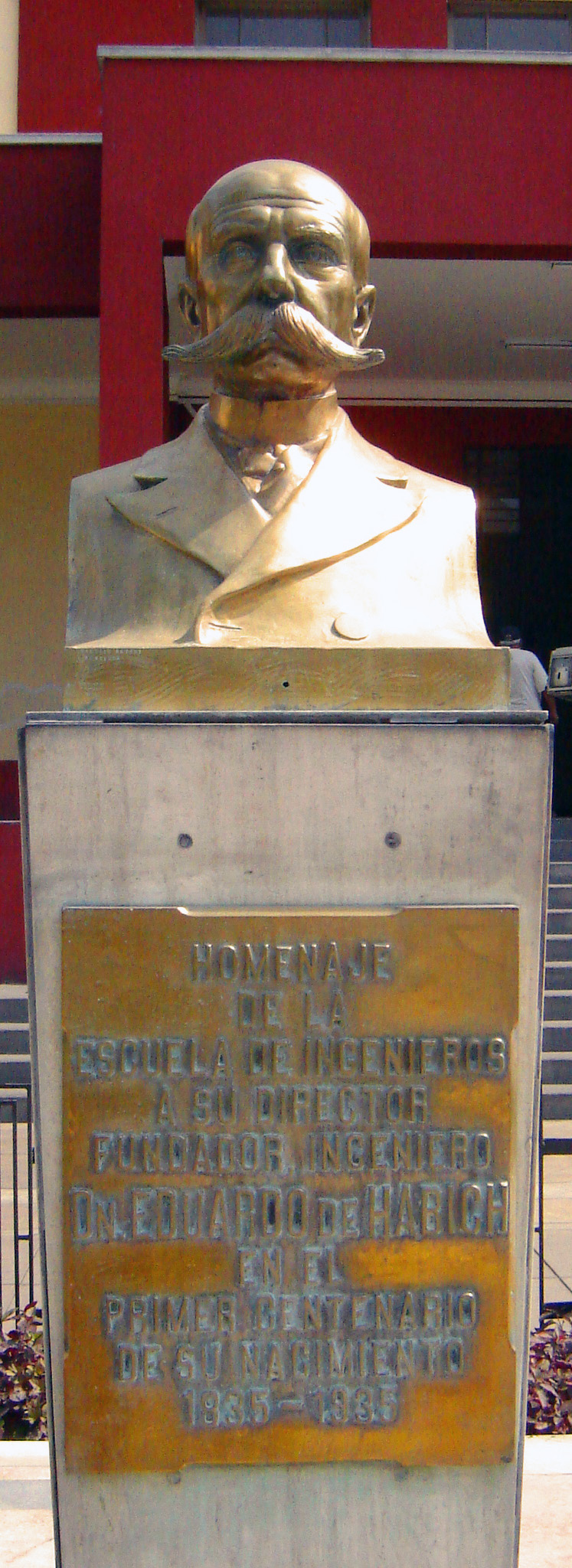
Pomnik Edwarda Jana Habicha w Limie

Urodził się w pochodzącej spod Osnabrück spolszczonej rodzinie – z ojca Ludwika, urzędnika Komisji Skarbu Królestwa Polskiego, i matki, Matyldy z Mauersbergerów. Uczęszczał do warszawskiego gimnazjum gubernialnego, z którego miał być (wedle rodzinnej tradycji) wydalony w ostatniej klasie za spoliczkowanie dyrektora; wstąpił (w 1852) do armii rosyjskiej w Petersburgu; jako słuchacz Akademii Wojennej na Wydziale Artylerii uzyskał promocję oficerską. Po wystąpieniu ze służby wyjechał w 1858 do Francji; w Paryżu ukończył École nationale des Ponts et Chaussées z dyplomem inżynierskim. Po wybuchu powstania w 1863 roku wrócił do Polski, został (w stopniu podpułkownika) dowódcą oddziału i na jego czele nocą z 14 na 15 sierpnia przeszedł granicę; towarzyszył mu brat, Gustaw Habich. Oddział został rozbity przez Rosjan tego samego dnia, zaś Habich następnego dnia wrócił do Krakowa. W początku października został mianowany komisarzem Rządu Narodowego. Gdy Gustaw 29 października dostał się do niewoli, Habich uwolnił go; bracia zdołali dotrzeć do Francji.
W Paryżu Edward Habich został profesorem mechaniki w Szkole Wyższej Polskiej, następnie zaś jej dyrektorem. Podniósł poziom nauczania, lecz z końcem roku szkolnego 1867/1868 zrezygnował, po czym wyjechał do Peru; było to możliwe dzięki zabiegom Ernesta Malinowskiego, który nakłonił rząd tego kraju do zatrudnienia polskich inżynierów-emigrantów.
W Limie otrzymał stanowisko rządowego inżyniera i dyrektora robót publicznych. Początkowo prowadził m.in. prace irygacyjne w południowej części kraju, rozbudowę portu w Arica i projekty urbanistyczne. Od 1872 organizował państwową służbę techniczną w Peru, wzorowaną na francuskim Korpusie Inżynierów Mostów i Dróg. W 1873 r. przebywał jako delegat rządu peruwiańskiego w Europie, m.in. na wystawie powszechnej w Wiedniu. Zwerbował wówczas do pracy w Peru inżynierów W. Folkierskiego, W. Klugera, K. Wakulskiego, A. Babińskiego oraz architekta T. Stryjeńskiego. 
Wraz z pozyskanymi polskimi współpracownikami zorganizował w Limie (otwartą w 1876) pierwszą w Ameryce Łacińskiej Wyższą Szkołę Inżynieryjno-Górniczą (Escuela de Construcciones Civiles y de Minas del Perú, później przemianowana na Escuela Especial de Ingenieros de Construcciones Civiles y de Minas del Perú, obecnie Universidad Nacional de Ingeniería); jako jej dyrektor (aż do śmierci) sprawował też nadzór nad robotami publicznymi w całym kraju. Był zwolennikiem oparcia samowystarczalności gospodarczej Peru w jak największym stopniu na eksploatacji własnych zasobów mineralnych oraz na rozwoju nowoczesnego rolnictwa, m.in. uprawy bawełny, trzciny cukrowej i winorośli.
W latach 1878–1884 kierował Centralną radą Inżynierów Rządowych, a w latach 1884–1902 był członkiem i doradcą technicznym Rady Robót Publicznych. W 1888 r. współpracował przy tworzeniu projektu peruwiańskiego prawa górniczego, które weszło w życie w 1896 r. Redagując w latach 1880–1887 periodyk "Annales de Construcciones Civiles y de Minas del Perú" zapoczątkował w tym kraju czasopiśmiennictwo techniczne. Przyczynił się wydatnie do założenia w 1888 r. Towarzystwa Geograficznego w Limie. Przebywając jako delegat Peru na wystawie światowej w Paryżu (1889 r.) uczestniczył w związanych z nią kongresach naukowych i technicznych, nawiązywał kontakty z przedstawicielami z przedstawicielami czołowych firm technicznych oraz dokonywał zakupów dla wielu instytucji peruwiańskich. Po powrocie do Peru w 1890 r. zajął się także wprowadzeniem w tym kraju systemu metrycznego. Powołane z jego inicjatywy w 1891 r. specjalne biuro zaczęło jednak praktycznie funkcjonować dopiero w roku 1906.
Zmarł 31 października 1909; pochowany został na koszt rządu w mauzoleum na cmentarzu w Limie. Na placu noszącym jego nazwisko wystawiono mu pomnik.

### Praca naukowa
Większość życia Edward Habich poświęcił pracy inżyniera oraz dydaktyce. Redagował wspomniany rocznik poświęcony zagadnieniom budownictwa i górnictwa, był też członkiem Peruwiańskiego Towarzystwa Geograficznego. Zajęcia te nie pozwoliły mu na prowadzenie badań teoretycznych. Wydał zaledwie ok. 20 prac z dziedziny matematyki i kinematyki; nie zdołał w szczególności napisać polskiego podręcznika kinematyki. Opublikował za to 116 artykułów w peruwiańskich (m.in. "Boletin de Minas, Industrias i Construcciones") i francuskich czasopismach technicznych. Publikował głównie po hiszpańsku i francusku, ale drukował również rozprawy naukowe w języku polskim, m.in. w "Pamiętniku Towarzystwa nauk Ścisłych w Paryżu"" i "Rocznikach Towarzystwa Naukowego Krakowskiego".

### Rodzina
Ożenił się ok. 1885 z Peruwianką hiszpańskiego pochodzenia; miał córkę Jadwigę oraz czterech synów (jeden z nich, Eduardo, również został inżynierem).